# Reina Tanaka
Reina Tanaka (jap. 田中れいな lub 田中麗奈 Tanaka Reina; ur. 11 listopada 1989 w Fukuoce) ps. Tanakacchi (jap. 田中っち), Reinya (jap. れいにゃ) – japońska piosenkarka muzyki pop. Jej prawdziwe imię to Rena Tanaka (jap. 田中 麗奈 Tanaka Rena). W hiraganie zapisywana jest jako "Reina Tanaka" ze względu na podobieństwo do aktorki Reny Tanaki, której imię i nazwisko brzmi tak samo. Dołączyła do Hello!Project w styczniu 2003. Śpiewała w zespole Morning Musume jako członkini szóstej generacji, obok Miki Fujimoto, Eri Kamei i Sayumi Michishige.

## Biografia
Zadebiutowała w wieku 13 lat będąc główną wokalistką dziewiętnastego singla Morning Musume, „Shabondama”, który został wydany 30 lipca 2003 roku i był jednocześnie debiutem Tanaki w Morning Musume. Reina została wybrana jako centrum grupy po tym, jak producent muzyczny TSUNKU♂ powiedział o niej, że jest „najbliższa ideałowi Morning Musume”. Później, zwłaszcza po platynowym okresie, kiedy Ai Takahashi była liderką, Tanaka często przejmowała centralny i główny wokal w większości piosenek i prowadziła grupę jako jej as.

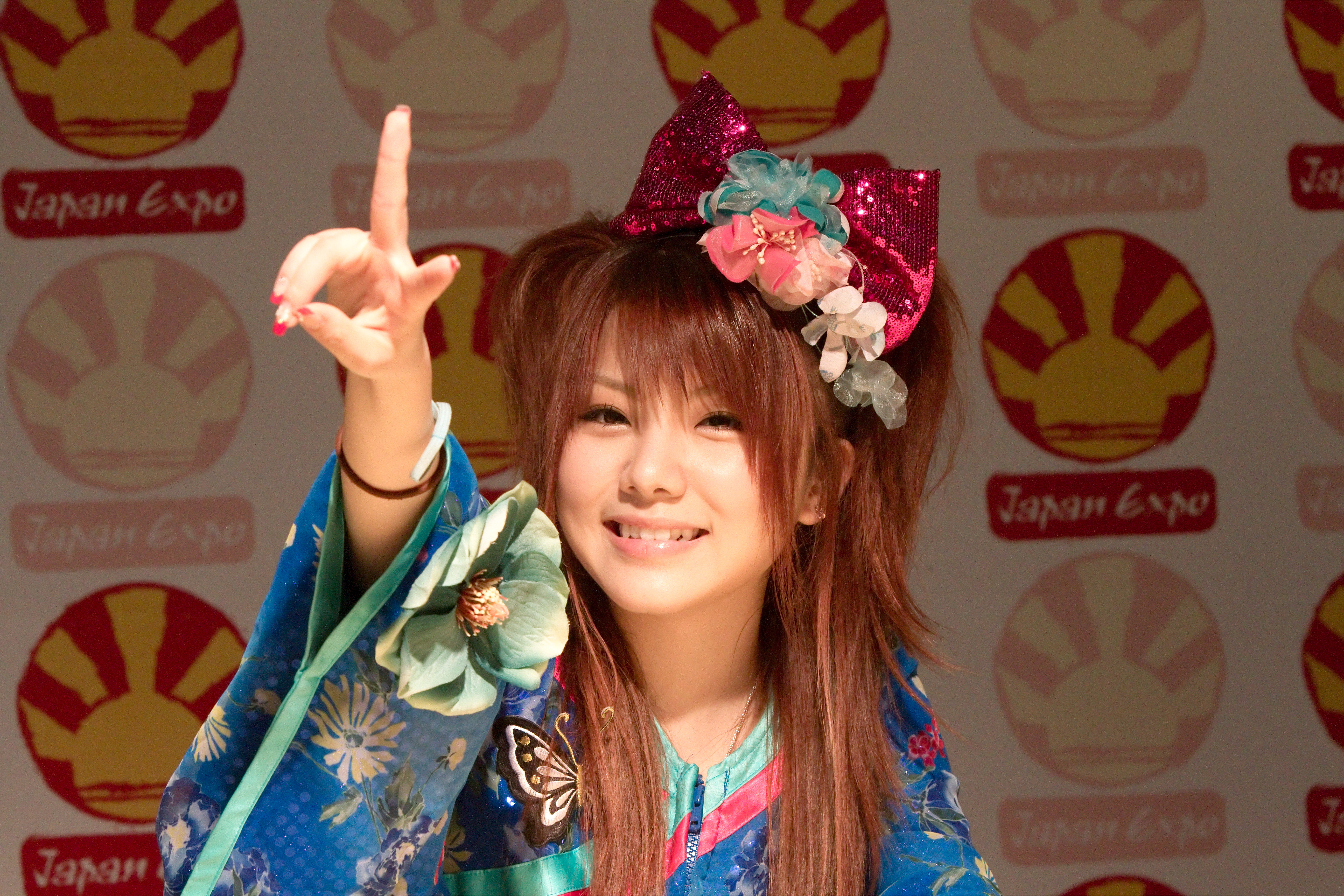
Zdjęcie zrobione 3 lipca 2010 roku podczas 11. edycji Japan Expo.

Występowała również w innych grupach w ramach Hello! Project, takich jak Aa!, Otome Gumi, H.P. All Stars, Elegies i High-King.

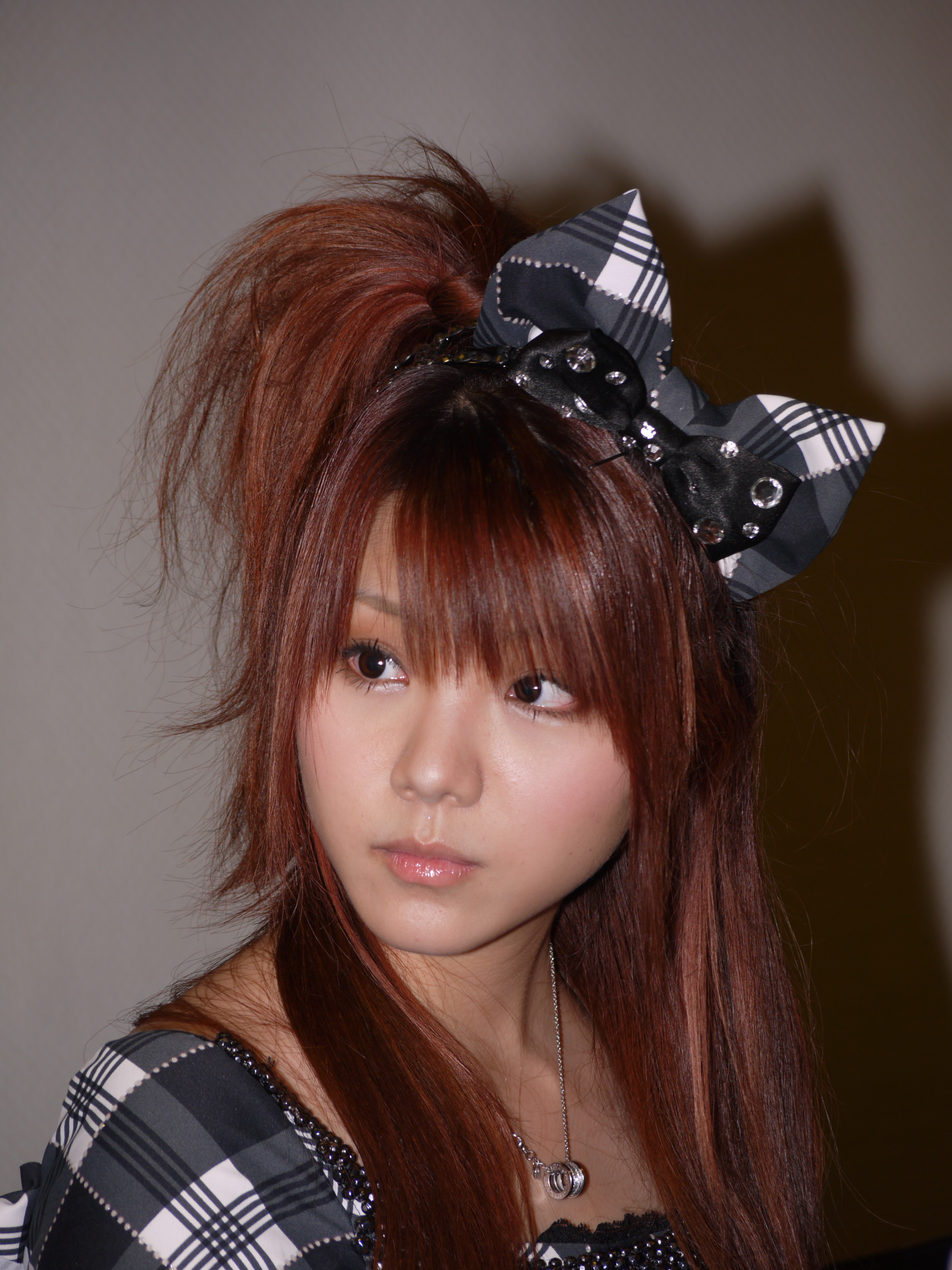
Zdjęcie zrobione podczas 11. edycji Japan Expo w 2010 roku w „Parc de expositions” w Villepinte pod Paryżem.

W 2012 roku zagrała główną rolę w swoiej pierwszej dramie „Suugaku Joshi Gakuen”. Ponadto, od czerwca 2012 roku, pod hasłem „Rekrutacja członkiń, które chcą założyć zespół z Reiną Tanaką!” organizowane były przesłuchania w różnych częściach kraju. W listopadzie tego samego roku, członkinie zespołu zostały wybrane spośród około 4000 kandydatek i utworzyły dziewczęcy zespół LoVendoЯ.
21 maja 2013 roku ukończyła działalność zarówno w Morning Musume, jak i w Hello!Project. 
Od 2018 roku zaczęła występować jako artystka solowa.
Ponadto Reina aktywnie próbowała swoich sił jako aktorka w musicalach, takich jak „Tajemnica przeszłości” i sztuka teatralna „Nobunaga's Ambition”, a w 2019 roku zagra główną rolę Anny Shirley w musicalu „Ania z Zielonego Wzgórza”.
Pod koniec lipca 2019 roku zespół LoVendoЯ, w skład którego wchodziły również Marina Okada, Marin Miyazawa i wcześniej Yuki Uozumi, zawiesił działalność.
21 czerwca 2021 roku Reina Tanaka wraz z Ai Takahashi i Miyabi Natsuyaki wydały cyfrowy singel „Oyoge! Taiyaki-kun” jako Taiyaki Tabeta no Nande? (たいやきたべたれ けさん？; Dlaczego to zjadłeś?), w skrócie TTN.
27 kwietnia 2022 roku ukazał się album „ラフ・アンド・ピース” autorstwa Ai Takahashi, Reiny Tanaki i Miyabi Natsuyaki, a w Yokohama Landmark Hall odbył się ich mini koncert.
W dniach 15 i 16 lutego 2023 roku Reina zorganizowała swój pierwszy solowy koncert na żywo od trzech lat i czterech miesięcy. Wystąpi również na żywo 11 i 12 lipca tego samego roku.